# Hydrobiosis charadraea
Hydrobiosis charadraea là một loài Trichoptera trong họ Hydrobiosidae. Chúng phân bố ở miền Australasia.